# Зимбру (Калараш)
Зимбру (рум. Zimbru) насеље је у Румунији у округу Калараш у општини Улму. Oпштина се налази на надморској висини од 43 m.

## Становништво
Према подацима из 2002. године у насељу је живело 208 становника, од којих су сви румунске националности.